# Planckova hmotnost
Ve fyzice je Planckova hmotnost označovaná mP jednotkou hmotnosti v soustavě přirozených jednotek známé jako Planckovy jednotky. Její hodnota je přibližně 0,021 764 34 mg, což je ekvivalentní hmotnosti blešího vajíčka.
Je definována tak, že
{\displaystyle m_{\text{P}}={\sqrt {\frac {\hbar c}{G}}}} ≈ 1,220 890(14)×1019 GeV/c2 = 2,176 434(24)×10−8 kg = 21,764 34 µg = 1,310 679(14)×1019 u = 1,310 679(14)×1019 Da
kde c je rychlost světla ve vakuu, G je gravitační konstanta, a ħ je redukovaná Planckova konstanta.
Fyzikové částic a kosmologové často používají alternativní normalizaci s redukovanou Planckovou hmotností, což je
{\displaystyle M_{\text{P}}={\sqrt {\frac {\hbar c}{8\pi G}}}} ≈ 4,341×10−9 kg = 2,435 × 1018 GeV/c2.
Faktor {\displaystyle 1/{\sqrt {8\pi }}} zjednodušuje řadu rovnic v obecné teorii relativity.

## Význam
Na rozdíl od všech ostatních základních Planckových jednotek a většiny odvozených Planckových jednotek má Planckova hmotnost rozsah víceméně představitelný lidem. Tradičně se uvádí, že je Planckova hmotnost podobná hmotnosti blechy, ale přesněji jde o hmotnosti blešího vajíčka - 0,021 765 1 miligramů.
V jednom diskrétním modelu kvantového prostoročasu nemají částice s větší než Planckovou hmotností vlnové funkce, což znamená (mimo jiné), že velké částice nebo hmotné objekty (např. dělové koule) nebudou vykazovat žádnou interferenci v dvouštěrbinovém experimentu.

## Odvození

### Dimenzionální analýza
Vzorec pro Planckovu hmotnost lze odvodit pomocí rozměrové analýzy. V tomto přístupu se začíná se třemi fyzikálními konstantami ħ, c, G, které se pokusíme kombinovat, aby daly jednotku hmotnosti. Očekávaný vzorec je ve tvaru
{\displaystyle m_{\text{P}}=c^{n_{1}}G^{n_{2}}\hbar ^{n_{3}},}
kde {\displaystyle n_{1},n_{2},n_{3}} jsou konstanty určující odpovídající rozměry obou stran. Pomocí symbolu L pro délku, T čas, M hmotnost, a zapsání x pro rozměry některé fyzikální veličiny x, získáme následující:
{\displaystyle c=L/T\ }
{\displaystyle G=L^{3}/MT^{2}}
{\displaystyle \hbar =ML^{2}/T\ }.
Proto,
{\displaystyle [c^{n_{1}}G^{n_{2}}\hbar ^{n_{3}}]={\mathsf {M}}^{-n_{2}+n_{3}}{\mathsf {L}}^{n_{1}+3n_{2}+2n_{3}}{\mathsf {T}}^{-n_{1}-2n_{2}-n_{3}}}
Chceme-li určit dimenze hmotnosti, následující rovnice musí mít:
{\displaystyle n_{3}-n_{2}=1\ }
{\displaystyle n_{1}+3n_{2}+2n_{3}=0\ }
{\displaystyle -n_{1}-2n_{2}-n_{3}=0\ }.
Řešení tohoto systému je:
{\displaystyle n_{1}=1/2,n_{2}=-1/2,n_{3}=1/2.\ }
To znamená, že Planckova hmotnost je:
{\displaystyle m_{\text{P}}=c^{1/2}G^{-1/2}\hbar ^{1/2}={\sqrt {\frac {c\hbar }{G}}}.}

### Eliminace spojujících konstant
Ekvivalentně je Planckova hmotnost definována tak, že gravitační potenciální energie mezi dvěma hmotnostmi mP vzdálenými od sebe r je rovna energii fotonu (nebo gravitonu) úhlové vlnové délky r, nebo že se jejich poměr rovná jedné.
{\displaystyle E={\frac {Gm_{\text{P}}^{2}}{r}}={\frac {\hbar c}{r}}.}
Izolací mP dostaneme
{\displaystyle m_{\text{P}}={\sqrt {\frac {\hbar c}{G}}}}
Je důležité všimnout si, že pokud je místo Planckovy hmotnosti použita hmotnost elektronu rovnice by vyžadovala gravitační vazební konstantu, analogicky k tomu, jak se rovnice konstanty jemné struktury týká elementárního náboje a Planckova náboje. To znamená, že Planckova hmotnost může být vnímána jako vyplývající z absorbující gravitační vazebné konstanty na jednotku hmotnosti (a vzdálenosti/času), podobně jako Planckův náboj pro konstantu jemné struktury.

### Comptonova vlnová délka a Schwarzschildův poloměr
Planckova hmotnost může být odvozena přibližně jako stav hmoty jejíž Comptonova vlnová délka a Schwarzschildův poloměr se rovnají. Comptonova vlnová délka je délka měřítka, kde začnou být pro částice důležité kvantové efekty. Čím těžší částice, tím menší je Comptonova vlnová délka. Schwarzschildův poloměr je poloměr, na kterém by se pro danou hmotnost nacházel horizont událostí, pokud by byla daná hmota černou dírou; čím těžší částice, tím větší Schwarzschildův poloměr. Pokud by částice byla dostatečně hmotná, aby byly její Comptonova vlnová délka a Schwarzschildův poloměr přibližně stejné, její dynamika by byla silně ovlivněna kvantovou gravitací. Tato hmotnost je (přibližně) rovna Planckově hmotnosti.
Comptonova vlnová délka je
{\displaystyle \lambda _{c}={\frac {h}{mc}}}
a Schwarzschildův poloměr je
{\displaystyle r_{s}={\frac {2Gm}{c^{2}}}}
Nastavení je stejné:
{\displaystyle m={\sqrt {\frac {hc}{2G}}}={\sqrt {\frac {\pi c\hbar }{G}}}}
To není tak docela Planckova hmotnost, jde o faktor o {\displaystyle {\sqrt {\pi }}} větší. Toto heuristické odvození nicméně dává správný řád.